# 己二醛
己二醛（英語：Adipaldehyde）是一种有机化合物，化学式为(CH
2)
4(CHO)
2。它是无色油状液体，因为它和许多二醛一样具有高反应性，通常以水溶液的形式出现。它可用作尼龙有关的聚合物的合成前体。它可由1,3-丁二烯的双氢甲酰化反应制得，但该方法尚未商业化。它也能由吡啶氯铬酸盐氧化1,6-己二醇得到。